# デザインスプリント

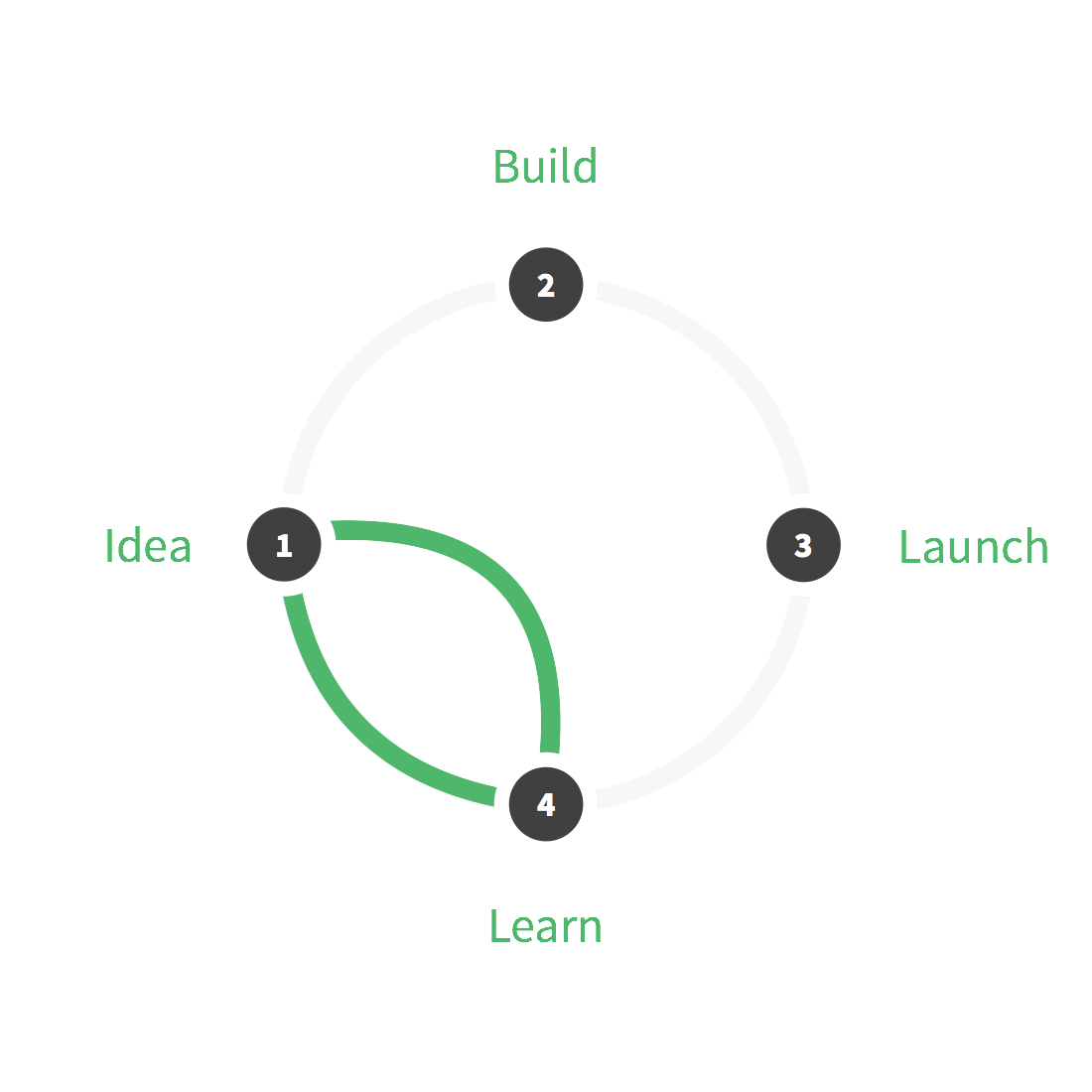
デザインスプリントを使用すると、プロダクトは顧客インタビューにて改善点を学び、フィードバックを集めるために全サイクルを踏む必要はない。

デザインスプリント(design sprint)は、新製品、サービス、または機能を市場に投入する際のリスクを減らすことを目的として、 デザイン思考をベースにした、時間制約のある5段階のプロセスである(Googleでのオリジナルは6段階)。  2007年ごろ、GV （以前のGoogle Ventures）でJake Knappを中心にJohn ZeratskyとBraden Kowitzが関わって開発されたものがオリジナルであり、ボストンを拠点とするユーザーエクスペリエンスエージェンシーのFresh Tilled Soilなど、多くのデザイナーによる独自の作品を通じて発展した。国内では、これまでに2冊の書籍が出版されている。
GVでのDesign Sprintのコンセプトは、UXカルチャーを成長させるというビジョンと、組織全体にわたるデザインリーダーシップの実践から生まれた。  Google内の複数のチームが、伝統的なUXプラクティス、IDEO、Stanford dSchool、およびその他のさまざまな分野とは異なる方法で実験した。  このプロセスは、開発を始める前にチームが目標を明確に定義し、仮定を検証し、製品ロードマップを決定するのを支援することを目的としている。それは学際的、ラピッドプロトタイピング、およびユーザーテストを使用して戦略的問題に対処しようとしている。 この設計プロセスは、 アジャイル開発サイクルにおけるSprintと似ている。 

## 考えられる用途
このアプローチの主張された用途は次のとおりである。
- 新製品やサービスを立ち上げる。
- 既存の経験を新しいプラットフォームに拡張する。
- 改訂されたユーザーエクスペリエンスデザインおよび/またはUIデザインを必要とする既存のMVP 。
- デジタル製品に新しい機能を追加する
- 製品改善の機会（例： カートの放棄率が高い[2] ）
- サービス改善の機会[3]

Design Sprintアプローチの作成者は、6つの重要な「材料」を扱う適切なチーム、環境、材料、およびツールを選ぶことによって準備を推奨する。 

## Design Sprintのプロセス
Design Sprintは以下の6つのプロセスから構成される。
ラピッドプロトタイピングの観点から、基本的には月曜日から金曜日までの5日間という短い期間で実施することを推奨される。
1. 理解する：ビジネスチャンス、聴衆、競争、価値提案を発見し、チームメンバー全員のいるもとで、見える化する。
2. 定義する：その成功の測定基準を仮説として定義する。
3. 発散する：実現可能性にかかわらず、問題を解決するための創造的な方法を模索し、開発し、そして繰り返す。
4. 決定する：次の製品サイクルに適合するアイデアを特定し、ストーリーボードを使用してそれらをさらに詳細に検討する。
5. 試作する：ラピッド・プロトタイピングによるプロトタイプ（デジタルデータ、紙プロト、ビデオ動画、寸劇など検証可能なもの）。
6. 検証する：製品の主な対象3〜5人に1：1のインタビューを実施する。 これは、ユーザーテストではないことが特徴である。 [5]

## 成果物
デザインスプリント後の主な成果物：
- インタビューの反応を示したメモ
- スプリントからの検証結果（プロトタイプ、メモ、 サービス・ブループリント 、ストーリーボードなど）
- プロトタイプ
- 次のステップの計画
- ソリューションを構築するためにリソースのコミットをするための仮説

## チーム
スプリントに関わる人々の理想的な推奨人数は4〜7人で、ファシリテーター、デザイナー、意思決定者（スタートアップの場合はCEO）、製品マネージャー、エンジニア、事業部門担当者（マーケティング、コンテンツ、オペレーションなど）